# Kvarnakärret
Kvarnakärret är en sjö i Värnamo kommun i Småland och ingår i Lagans huvudavrinningsområde. Namn och koordinater avser en mindre våtmark, men strax nedanför (norr om) kärret finns en damm vid Räfsebo utan namn på kartan.